# Zamość
Pour les articles homonymes, voir Zamość (homonymie).
Zamość (prononciation ['zamoɕt͡ɕ]) est une ville de la voïvodie de Lublin, en Pologne orientale. 
Zamość est une ville-powiat (ville-district) qui est aussi le chef-lieu du powiat de Zamość, sans toutefois se trouver sur le territoire de ce dernier (puisque la ville constitue à elle seule un powiat). Sa population s'élevait à 64 788 habitants au 31 décembre 2015.

## Géographie
Zamość se trouve aux confins du plateau de Lublin (en) et du Roztocze (en), en bordure des rivières Łabuńka (pl) et Czarny Potok (pl). Elle est aussi sur la route commerciale qui relie le Nord et l'Ouest de l'Europe à la mer Noire, en passant par Lviv (Ukraine).

## Toponymie
Au XIXe siècle, la ville est parfois nommée « Samoscie » en français.
Durant la Seconde Guerre mondiale, Ludwig Fischer, gouverneur nazi de Varsovie, l'a surnommée par dérision Himmlerstadt en 1943.[réf. souhaitée]

## Histoire

### Création
La Pologne connaît son apogée au XVIe siècle, sous les derniers rois Jagellon. Son territoire s'accroît : le Duché de Prusse (1525), la Mazovie (1526), la Livonie et la Lettonie (1561), le Duché de Courlande (1562) et la Lituanie (1569). Ses villes s'épanouissent dans le cadre de la Renaissance.
Après l'extinction de la dynastie (1572), le royaume est électif. À l'instigation de Jan Zamoyski, la noblesse, qui affirmait difficilement ses privilèges au XVe siècle, participe désormais à l'élection royale. Avec le haut clergé, elle a le monopole de la propriété foncière.
Jan Zamoyski (1541-1605) est magnat, homme politique et humaniste. Zamość est sa création personnelle. La ville, établie sur son domaine privé, est conçue à des fins de commerce et de résidence personnelle ; il y élève son palais. Il érige à l'heure des guerres religieuses dans le reste de l'Europe, des lieux de cultes pour Juifs, Chrétiens catholiques et protestants. Le projet urbain prend forme en neuf ans (1582-1591). Des fortifications entourent l'ensemble. En 1594, Zamoyski y fonde une Académie, centre de culture polonaise où enseignera le professeur de Wurzbourg Adrien Romain.
À la fin du XVIe siècle, le pays entre dans un long déclin. Zamość est assiégée à plusieurs reprises aux XVIIe et XVIIIe siècles. En 1813, Zamość, forteresse du duché de Varsovie, défendue par le général Maurycy Hauke avec 3 000 hommes, est la dernière place polonaise à se rendre aux Russes après le retrait de la Grande Armée napoléonienne.

### Pendant la Seconde Guerre mondiale
Entre 1939 et 1942, environ 5 000 Juifs sont regroupés dans le ghetto de Zamość  par l'occupant nazi avant d'être envoyés vers les centres d'extermination.

#### Les projets coloniaux de Himmler et leur réalisation
En 1941, Himmler décide de la construction de points d'appui SS en Pologne. Il charge Odilo Globocnik, chef des SS et de la police du district de Lublin, de créer une grande région de colonisation dans l’arrondissement (Kreis) de Zamosc, celui-ci devant constituer la première réalisation du plan général de l'Est. Peuplée de 65 % de Polonais, de 25 % d'Ukrainiens et de 10 % de Juifs, cette région comptant 500 000 habitants avant le conflit doit accueillir une partie des 50 000 familles de Volksdeutsche destinées à repeupler les arrondissements de Lublin et Zamość ; à la fin de l'année 1942, seul l’arrondissement de Zamość est concerné par les projets coloniaux, 10 000 Volksdeutsche devant remplacer 50 000 Polonais.
Au cours du mois de novembre 1942, les projets deviennent réalité. Les Volksdeutsche sont d'abord réunis près de la ville, puis, sous la protection de la police, sont dirigés vers Zamość, où ils sont répartis dans les villages et les habitations, dont les anciens habitants ont été expulsés sans ménagements par la SS.

#### En 1944, une prise de pouvoir insolite et éphémère
Après le départ des Allemands en juillet 1944 et l’arrivée de l’armée soviétique, des affiches sont placardées à Zamość et dans tout le district, où il est demandé à la population de se grouper autour de l’autorité légale. L’appel est signé par Janusz Sandomierski, pseudonyme utilisé dans la clandestinité par le délégué du gouvernement polonais en exil à Londres, Janusz Antoni Wiącek. Il va entreprendre la réorganisation de l’administration locale, ceci concernant les écoles, la justice, les services de santé, les services de sécurité (police et pompiers), les services fiscaux. Il s’installe à l’hôtel de ville de Zamość et ce n’est qu’après dix jours et sous la menace des armes qu'il laisse la place aux représentants du comité de Lublin, le PKWN, gouvernement provisoire instauré par Staline. Une plaque commémorative scellée dans le hall du 1er étage de l’hôtel de ville rappelle ce fait probablement sans précédent.

## Morphologie urbaine
À l'intérieur des fortifications initiales, la disposition urbaine, conçue par l'Italien Bernardo Morando, est très structurée. À l'ouest est situé le palais des Zamoyski et à l'est la ville avec ses places et son tracé régulier, aéré, que commandent deux axes se recoupant à angle droit. De nouvelles fortifications de type Vauban, qui se découpent en étoile, sont érigées au XVIIe siècle.
Les styles Renaissance, surtout, et baroque caractérisent l'architecture de la ville qui intègre en outre des traditions urbaines d'Europe centrale. La place du Grand Marché, que domine l'hôtel de ville, en est une riche illustration. Des maisons à arcades et portails de pierre, appartenant aux deux grands styles, la bordent selon la tradition. On compte plusieurs églises à Zamość, dont une magnifique collégiale (XVIe siècle).
La vieille ville de Zamość est inscrite au Patrimoine mondial de l'Unesco depuis 1992.

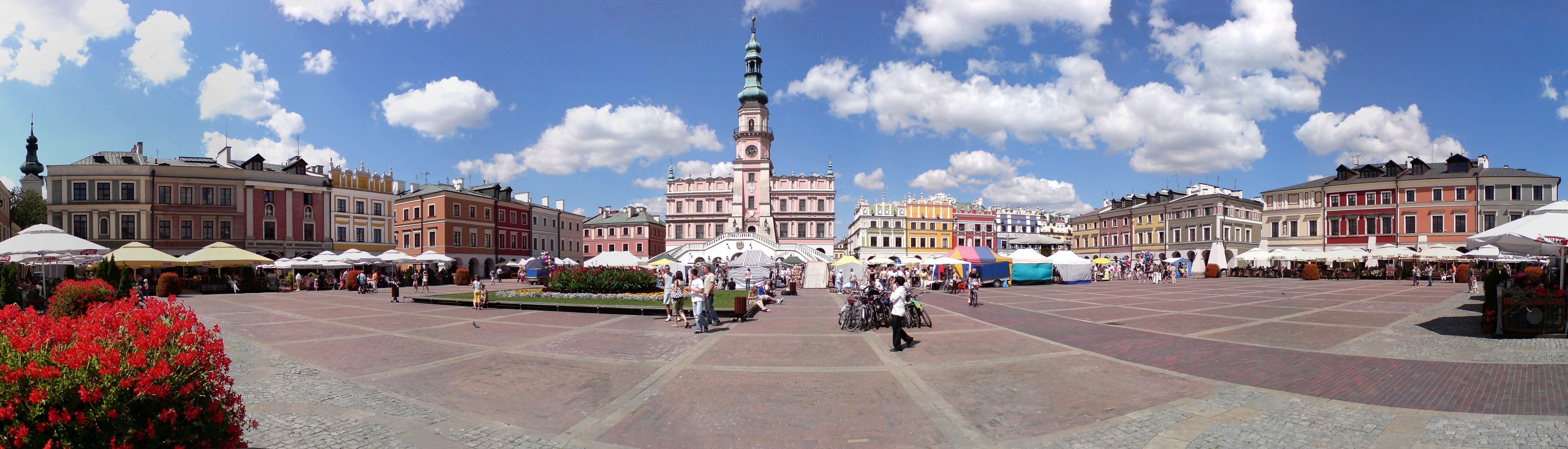
Panorama de la place du Grand Marché.

## Climat
| Mois                                             | jan.       | fév.       | mars       | avril     | mai       | juin      | jui.      | août      | sep.      | oct.      | nov.       | déc.      | année      |
| ------------------------------------------------ | ---------- | ---------- | ---------- | --------- | --------- | --------- | --------- | --------- | --------- | --------- | ---------- | --------- | ---------- |
| Température minimale moyenne (°C)                | −5,2       | −3,5       | −1,4       | 3,1       | 7,5       | 11,4      | 12,7      | 12,3      | 8,9       | 4,4       | −0,1       | −3,2      | 3,9        |
| Température moyenne (°C)                         | −2,2       | −0,5       | 2,6        | 8,6       | 13,4      | 17,4      | 18,5      | 18,3      | 13,6      | 8,2       | 2,7        | −0,7      | 8,3        |
| Température maximale moyenne (°C)                | 0,5        | 2,7        | 7          | 14,2      | 19,3      | 23,3      | 24,5      | 24,6      | 19        | 12,6      | 5,8        | 1,7       | 12,9       |
| Record de froid (°C) date du record              | −31,6 1987 | −34,4 1963 | −27,9 1963 | −7,8 1974 | −3,9 1965 | −1 1982   | 4,5 1964  | 0,5 1966  | −6 1977   | −9,6 1982 | −25,4 1965 | −27 1969  | −34,4 1963 |
| Record de chaleur (°C) date du record            | 13,6 1994  | 17,6 1990  | 23,3 1974  | 28,3 1968 | 31,8 1994 | 35,4 1963 | 35,7 1959 | 35,7 1952 | 31,2 1951 | 25,6 1966 | 20,4 1968  | 17,2 1961 | 35,7 1952  |
| Ensoleillement (h)                               | 48,9       | 67,1       | 124,1      | 177,8     | 231,4     | 237,3     | 251,7     | 240,7     | 163,5     | 117,3     | 55,4       | 38,6      | 1 758,3    |
| Précipitations (mm)                              | 20,9       | 28,8       | 32,4       | 47        | 73,1      | 63,7      | 87,9      | 49,1      | 74,3      | 53,7      | 32         | 30,7      | 584,2      |
| dont neige (cm)                                  | 135,8      | 170,5      | 120,7      | 14,1      | 0         | 0         | 0         | 0         | 0         | 0,4       | 61,7       | 95,3      | 598,5      |
| Nombre de jours avec précipitations              | 6,1        | 7,1        | 7,9        | 7,5       | 9,6       | 7,9       | 9,9       | 7,8       | 8,1       | 7,9       | 7,3        | 7,3       | 94,6       |
| dont nombre de jours avec précipitations ≥ 10 mm | 0,1        | 0,4        | 0,6        | 1,3       | 2,4       | 1,9       | 2,7       | 1,2       | 2,6       | 1,9       | 0,4        | 0,4       | 15,9       |
| Humidité relative (%)                            | 85,2       | 82,4       | 76,5       | 70,8      | 73,6      | 74,4      | 74,4      | 75        | 80,4      | 83        | 86,3       | 86,5      | 79         |
| Nombre de jours avec neige                       | 14,7       | 12,7       | 6,6        | 1,7       | 0         | 0         | 0         | 0         | 0         | 0,3       | 6,8        | 12,9      | 55,8       |

| Diagramme climatique                                  |             |           |           |             |              |              |              |           |             |           |             |
| J                                                     | F           | M         | A         | M           | J            | J            | A            | S         | O           | N         | D           |
| 0,5−5,220,9                                           | 2,7−3,528,8 | 7−1,432,4 | 14,23,147 | 19,37,573,1 | 23,311,463,7 | 24,512,787,9 | 24,612,349,1 | 198,974,3 | 12,64,453,7 | 5,8−0,132 | 1,7−3,230,7 |
| Moyennes : • Temp. maxi et mini °C • Précipitation mm |             |           |           |             |              |              |              |           |             |           |             |

## Galerie

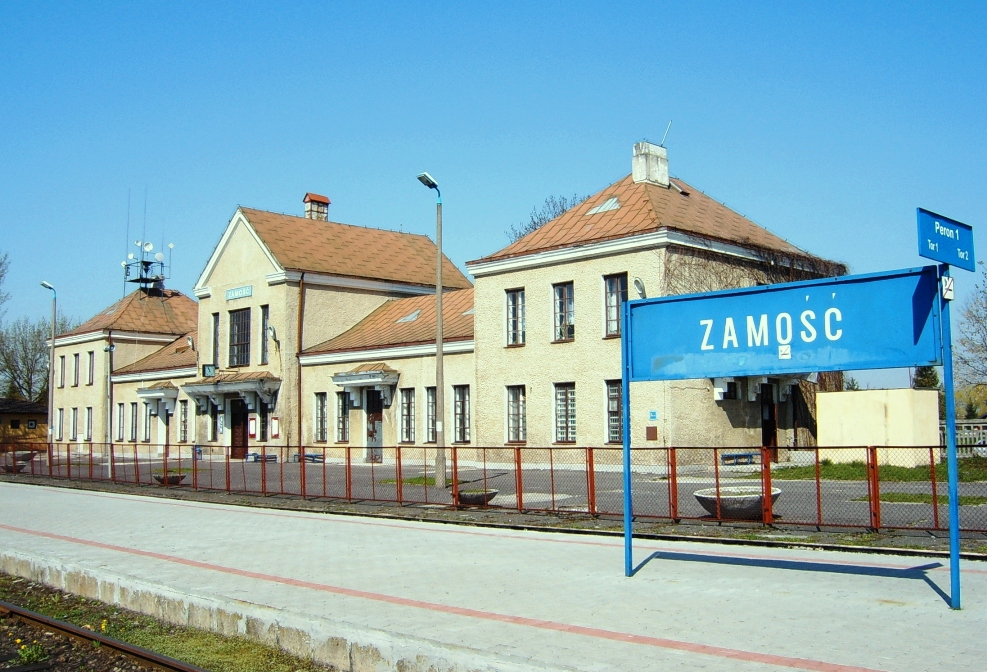
La gare de Zamość.
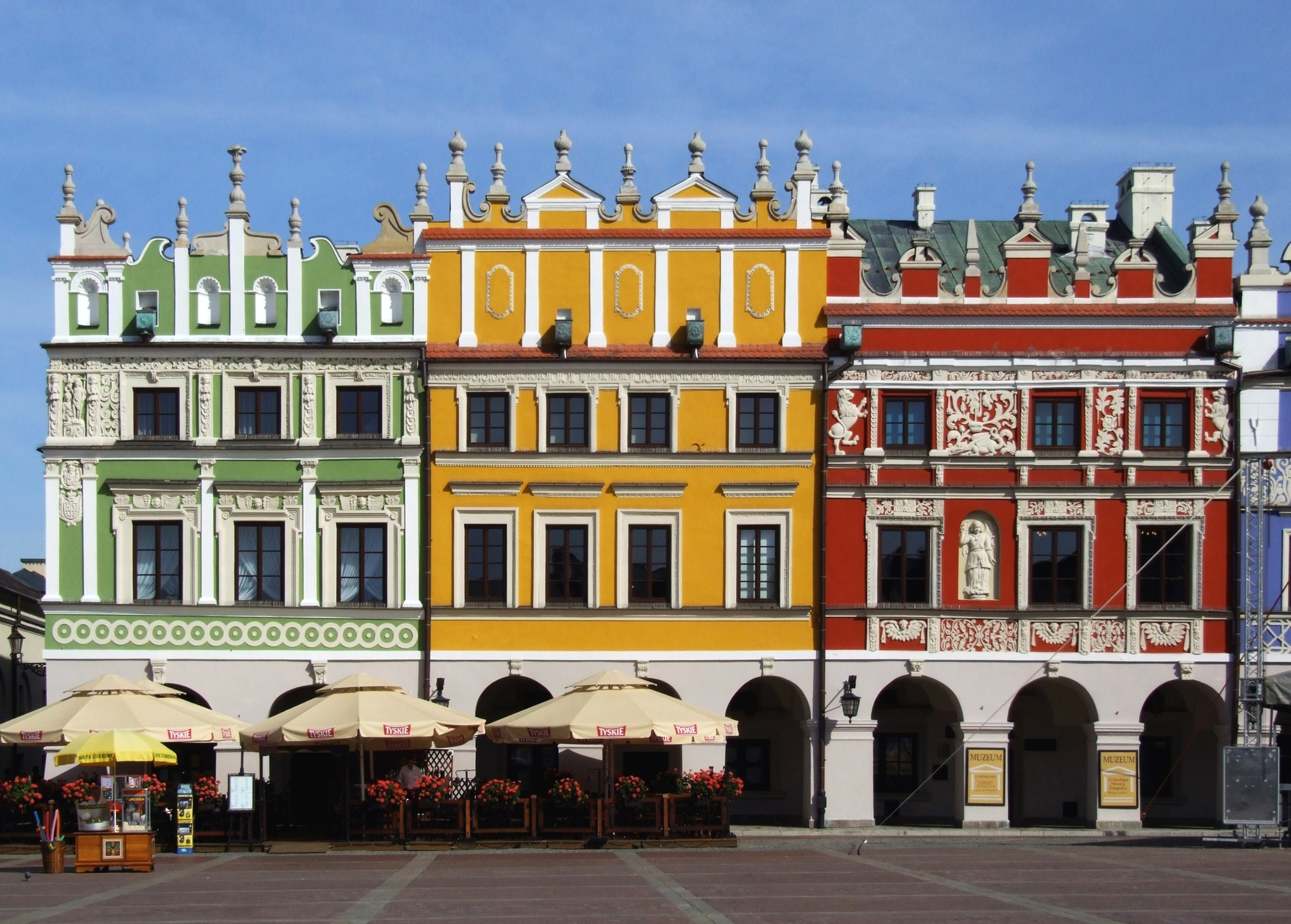
Maisons de style Renaissance.
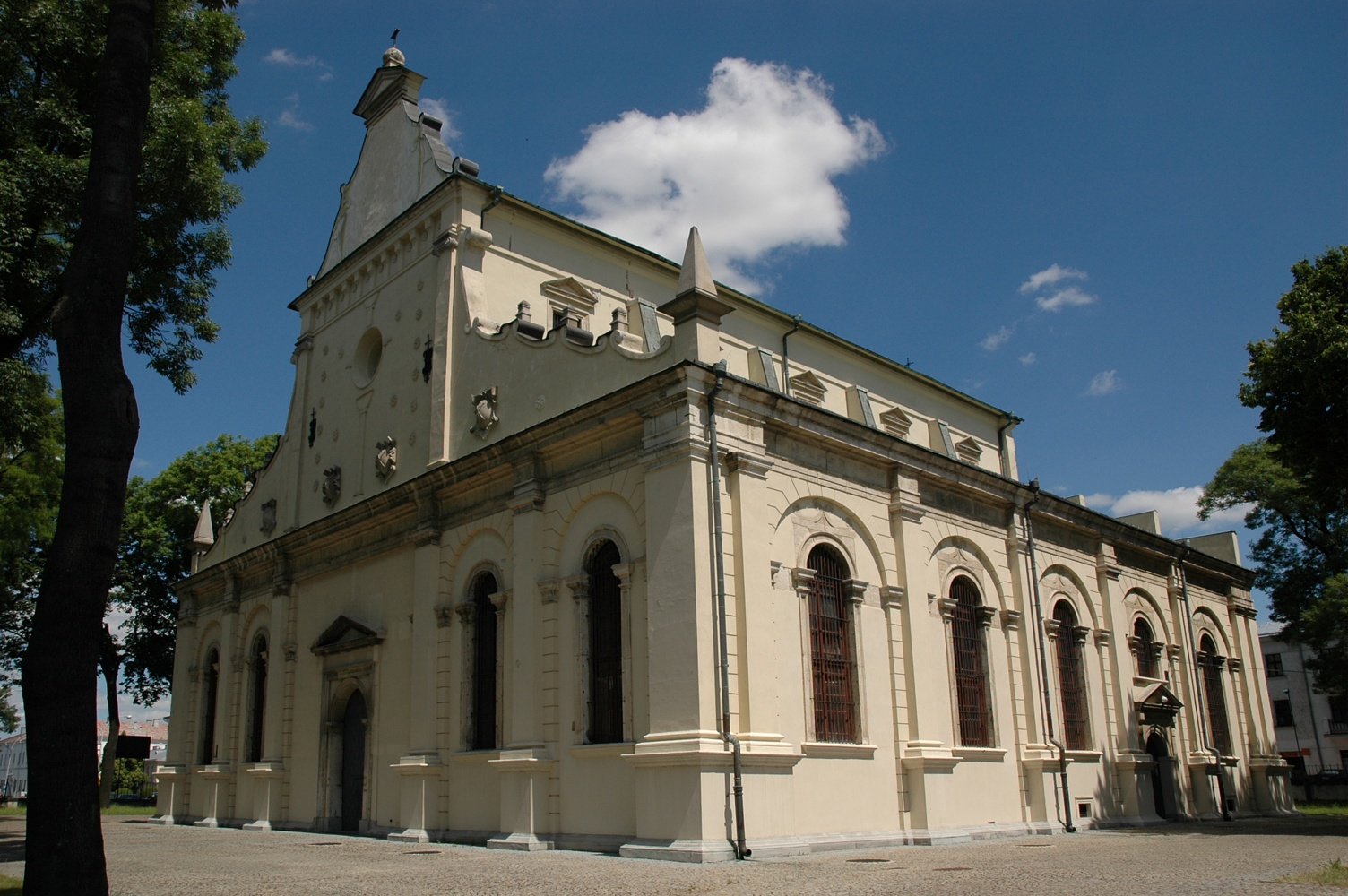
Cathédrale.
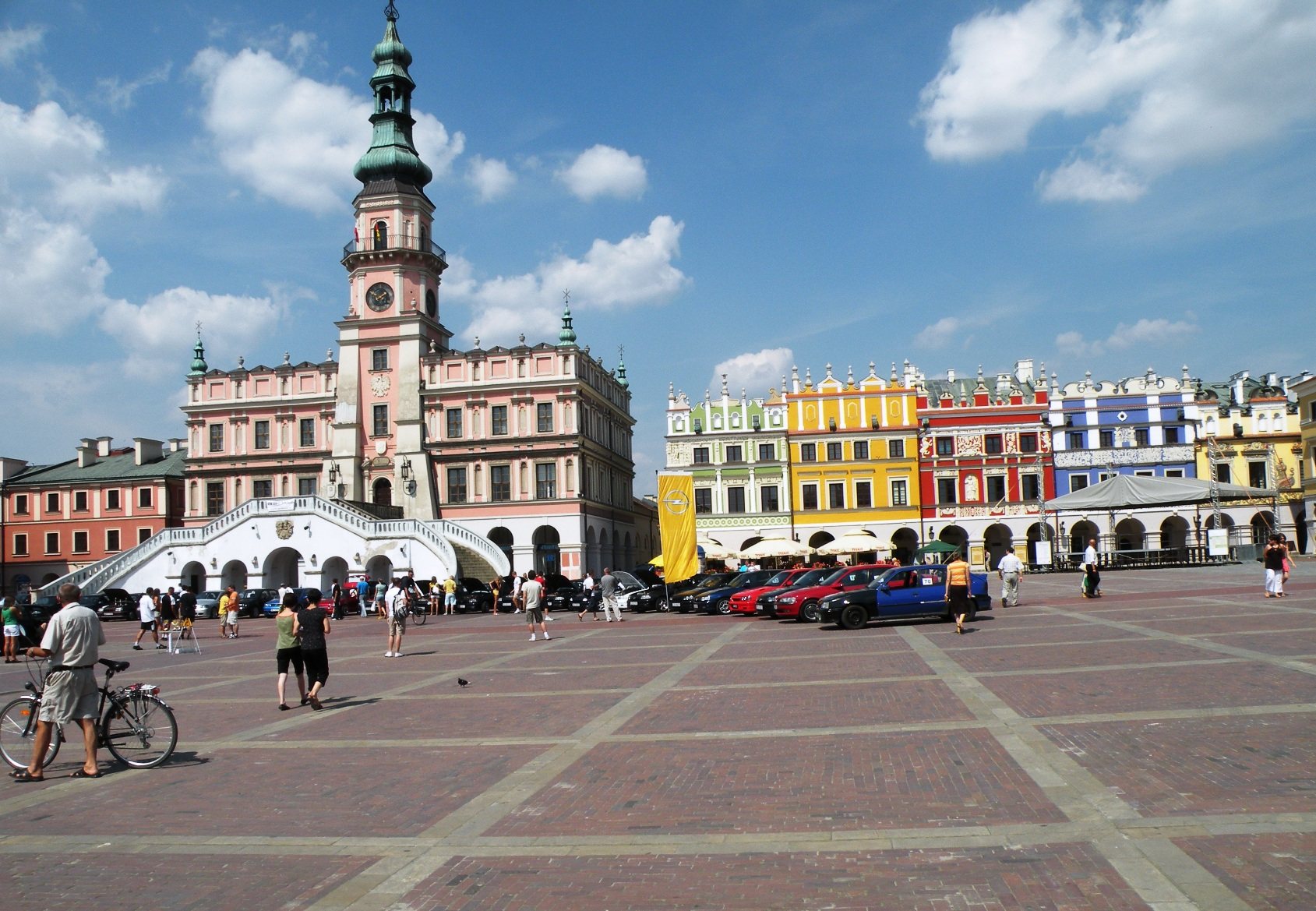
Le Rynek, la place du marché.
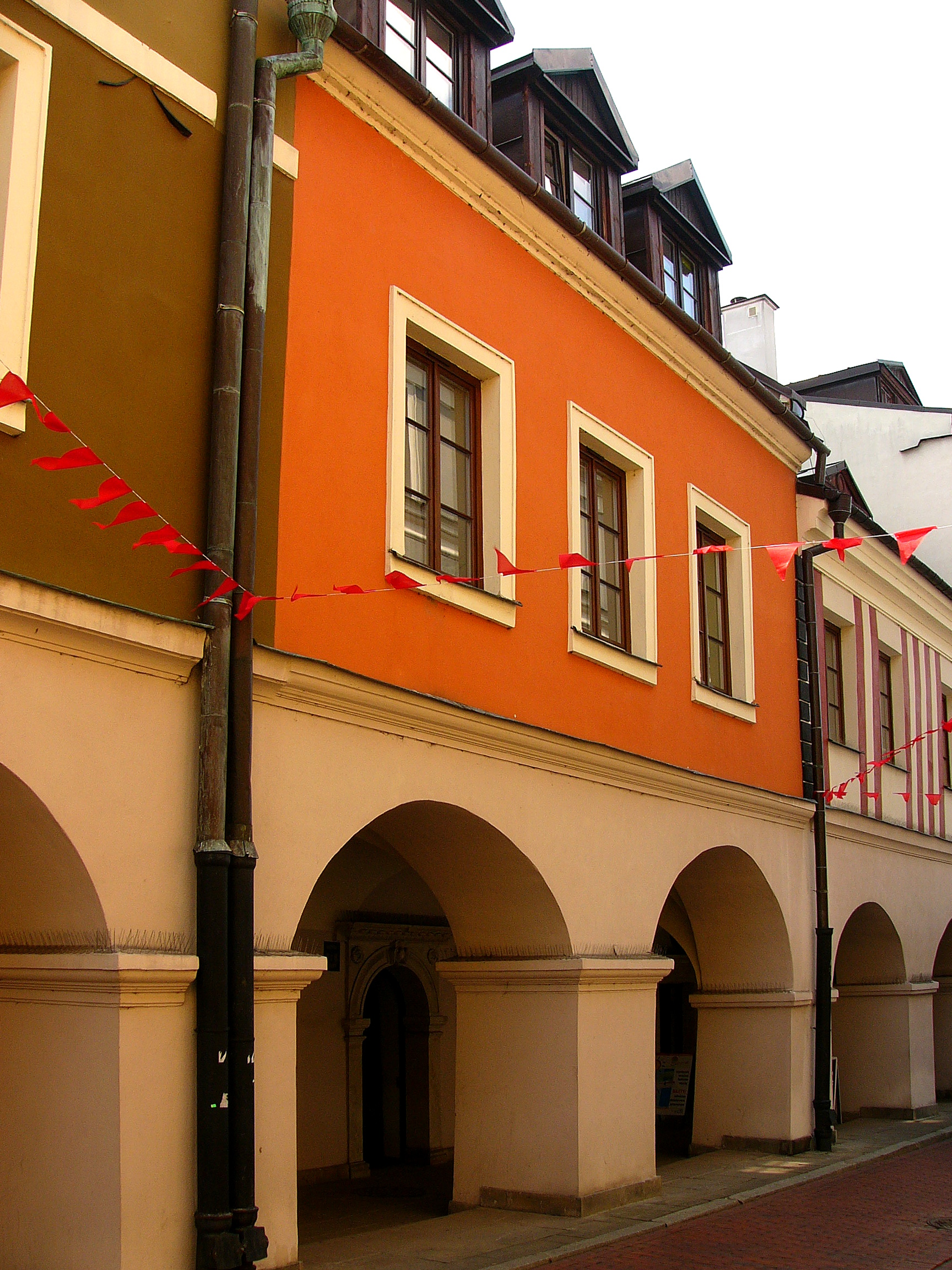
Arcades de style Renaissance du Rynek.
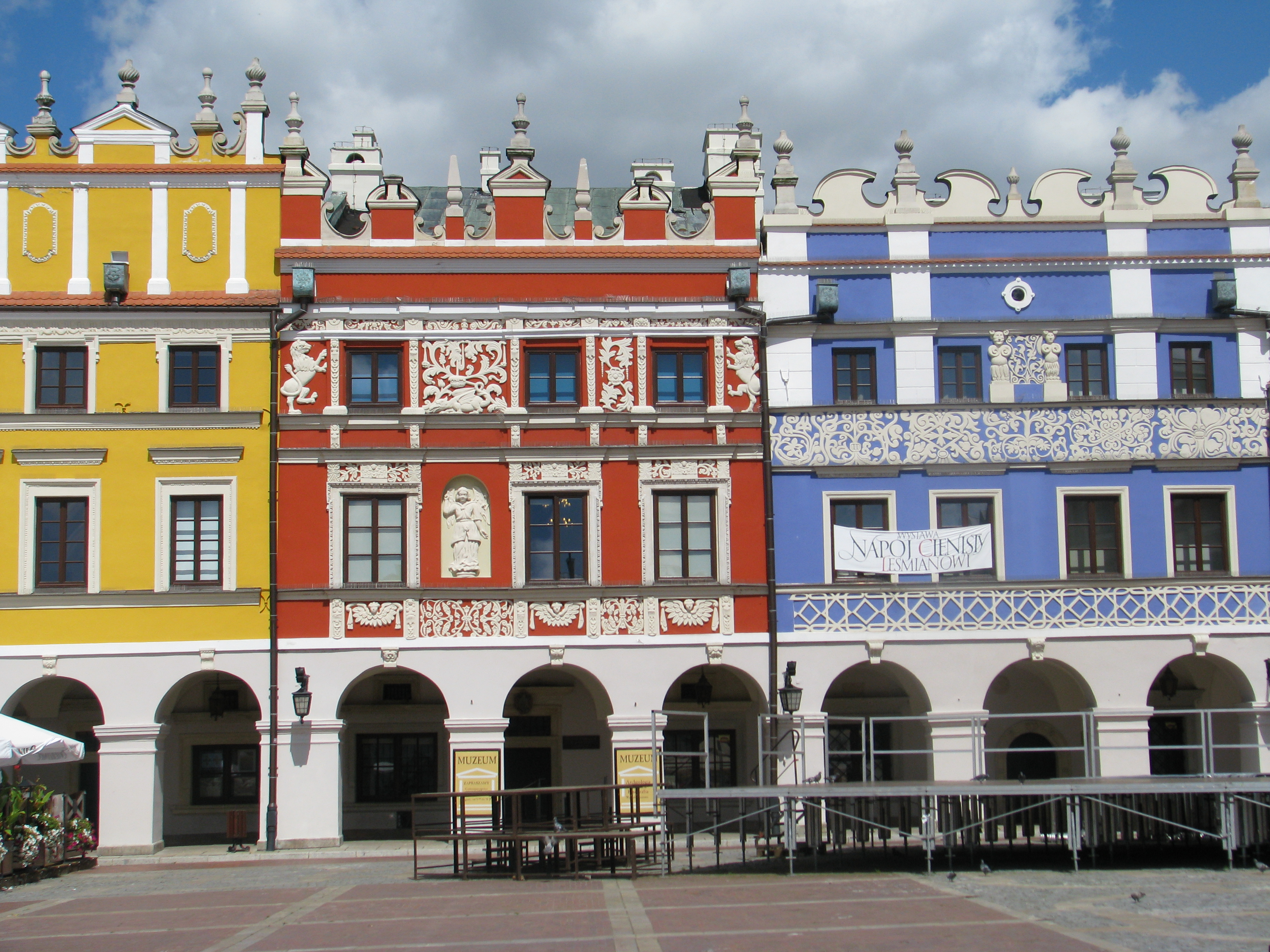
Façades de style Renaissance.

## Population
Données du 31 décembre 2014
| Description             | Total  | Total | Femmes | Femmes | Hommes | Hommes |
| ----------------------- | ------ | ----- | ------ | ------ | ------ | ------ |
| Unité                   | Nombre | %     | Nombre | %      | Nombre | %      |
| Population              | 65 055 | 100   | 34 332 | 52,77  | 30 723 | 47,23  |
| Tranche d'âge 0-17 ans  | 11 048 | 16,98 | 5 410  | 8,32   | 5 638  | 8,67   |
| Tranche d'âge 18-65 ans | 41 795 | 64,25 | 20 372 | 31,32  | 21 423 | 32,93  |
| Tranche d'âge + 65 ans  | 12 212 | 18,77 | 8 550  | 13,14  | 3 662  | 5,63   |

### Noms de famille les plus fréquents
- 1. Wójcik : 12 937
- 2. Mazurek : 9 644
- 3. Mazur : 8 019

## Personnalités liées à la ville
- Jan Sobiepan Zamoyski (1627–1665)
- Alexander Zederbaum (1816–1893)
- Isaac Leib Peretz (1852-1915)
- Rosa Luxemburg (1871–1919)
- Leopold Skulski (1877–1940 probablement)
- Joseph Epstein alias Colonel Gilles (1911–1944)
- Czesława Kwoka (1928 - 1943)
- Marek Grechuta (1945–2006)
- Anna Solecka (1954- )
- Beata Ścibakówna (1968- )
- Anna Jakubczak (1973- )
- Jakub Julian Ziółkowski (1980- )
- Przemysław Tytoń (1987- )

## Relations internationales

### Jumelages
- Schwäbisch Hall (Allemagne) depuis le 16 juin 1989
- Zhovkva (Ukraine) depuis le 26 avril 1991
- Loughborough (Angleterre) depuis le 28 août 1998
- Bardejov (Slovaquie) depuis le 9 mars 2003
- Loutsk (Ukraine) depuis le 4 juin 2005
- Sighișoara (Roumanie) depuis le 8 septembre 2007
- Weimar (Allemagne) depuis le 25 mai 2012
- Fountain Hills (États-Unis) depuis le 28 juin 2014[10]

### Accords
- Cassino, Italie
- Sumy, Ukraine